# Milada Schusserová
Milada Schusserová rozená Havelková (14. března 1877 Olomouc – 25. listopadu 1931 Praha) byla česká malířka.

## Život
Narodila se v rodině olomouckého gymnaziálního profesora a spisovatele Jana Havelky a matky Vlasty Havelkové, národopisné pracovnice, dcery doktora Jindřicha Wankla. Dne 14. února 1898 se provdala za malíře a profesora Uměleckoprůmyslové školy v Praze Josefa Schussera.
Jejími učiteli byli pražská malířka H. Laukotová a Mikoláš Aleš. Věnovala se hlavně malbě květinových a loveckých zátiší.
Spolu se svým manželem je pochována na hřbitově v Bubenči.

## Galerie

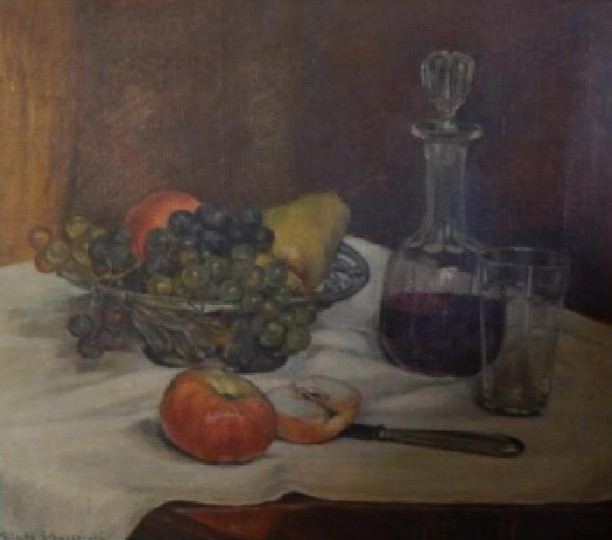
Zátiší s ovocem a karafou